# Ruta de Illinois 116
La Ruta de Illinois 116, y abreviada IL 116 (en inglés: Illinois Route 116) es una carretera estatal estadounidense ubicada en el estado de Illinois. La carretera inicia en el oeste desde la US 34  , IL 94   en Gladstone hacia el este en la US 45     en Ashkum. La carretera tiene una longitud de 283,3 km (176.07 mi).

## Mantenimiento
Al igual que las autopistas interestatales, y las rutas federales y el resto de carreteras estatales, la Ruta de Illinois 116 es administrada y mantenida por el Departamento de Transporte de Illinois por sus siglas en inglés IDOT.